# Phrynopus barthlenae
Phrynopus barthlenae é uma espécie de anfíbio  da família Leptodactylidae.
É endémica do Peru.
Os seus habitats naturais são: regiões subtropicais ou tropicais húmidas de alta altitude, campos de altitude subtropicais ou tropicais, terras aráveis, pastagens e jardins rurais.